# Калита, Николай Иванович
Николай Иванович Калита (19 мая 1926, Пятигорск — 14 июня 2016, Москва) — советский и российский художник-график, иллюстратор, ксилограф, плакатист. Член Союза художников СССР.

## Биография
Родился в городе Пятигорске Ставропольского края. С детства увлекался рисованием, посещал занятия изокружка Дома пионеров. В годы Великой Отечественной войны, будучи ещё школьником, начал работать художником сначала в кинотеатре города Орджоникидзе (1942), затем в клубе военно-пехотного училища.
В 1945 году поступил на 4-й курс Московского художественного училища памяти 1905 года, где учился у В. Н. Бакшеева. Окончив училище в 1947 году, стал студентом художественного института им. В. И. Сурикова. В 1953 году, окончив отделение книжной графики МГХИ им. В. И. Сурикова (педагоги Б. А. Дехтерёв (рисунок и иллюстрация), М. В. Маторин (гравюра) ), начал сотрудничать в издательствах «Детская литература», «Художественная литература», «Молодая гвардия», «Советский писатель» и других. Одна из первых его работ в книге — оформление комедии Д. Фонвизина «Недоросль» (1958) — была отмечена призом Первого Всесоюзного конкурса лучших книг (1958). Большую роль в выборе пути для юного художника сыграло знакомство с художницей А. П. Остроумовой-Лебедевой, которая, увидев, рисунки Калиты, посоветовала ему заняться гравюрой. Работал в технике гравюры по дереву, испытывая значительное влияние В. А. Фаворского и Ф. Д. Константинова.
В 1959 году Калита был удостоен первой премии и золотой медали за иллюстрации к роману Стендаля «Люсьен Левен» на VII Всемирном фестивале молодежи и студентов в Вене. Вскоре его приняли в Союз художников СССР.
Оформлял почтовые конверты и открытки, почтовые марки, делал афиши, рекламные и общественно-социальные плакаты («Советские люди во главе с коммунистической партией не пожалеют сил и труда для того, чтобы не только выполнить, но и перевыполнить новую пятилетку. И. Сталин»; 1948). Известны его плакаты на спортивные темы: «Спартакиада народов СССР – праздник советского спорта!» (1956), «Фестиваль молодежи и студентов 1957» (1956), «Хоккей: XXIII первенство мира» (1957).
В 1960 году посетил Индонезию, впечатления от которой выразились в большой серии линогравюр и офортов «Индонезийский цикл».
За годы профессиональной работы в области графического искусства, Калита оформил и проиллюстрировал более 150 книг, в том числе несколько миниатюрных изданий, создавая для них циклы иллюстраций в гравюре на дереве. Иллюстрировал книги: «Рассказы венгерских писателей» (1953), «Рассказы начальной русской летописи», «Русские поэты XVIII–XIX вв.», создал серию гравюр на тему «Слова о полку Игореве». Настоящим шедевром является портретная галерея деятелей культуры – писателей, поэтов, музыкантов, художников, среди которых Шекспир, Байрон, Домье, Суриков, Державин, Чайковский, Есенин, Платонов, Шаламов, Солженицын.
Он создал около 150 экслибрисов – миниатюрных гравюр, точно характеризующих владельцев этих книжных знаков. Они исполнены со свойственным ему изяществом, с чётким сюжетом и композицией, что принесло художнику мировую известность в графике малых форм. Сюжеты экслибрисов Калиты разнообразны: один из первых и наиболее удачных экслибрисов, посвящённых «Слову о полке Игореве» Калита создал в 1958 году для литератора О. А. Пини — составителя книги «Слово о полку Игореве» в иллюстрациях и документах. На переднем плане он изобразил вооружение древнерусского воина, за ним музыкальный инструмент, а в глубине за плотной стеной копий угадывается Игорева дружина. В том же году сделал ксилографию для библиотеки председателя советского Комитета защиты мира, поэта Николая Тихонова. На рисунке изображены раскрытая книга с голубем мира и Спасская башня Московского кремля на фоне архитектурного силуэтного пейзажа. В 1980 году художник выполнил экслибрис для художника Евгения Вагина, предназначенный для книг о Москве: на нём видны кремлёвские башни, новостройки столицы, салют Победы и вечный огонь у кремлёвской стены. В основе сюжета книжного знака для К. Т. Мазурова — скульптура Родена «Мыслитель»; одинокая сосна на острове украшает экслибрис, выполненный для писателя Валентина Распутина, а портрет Михаила Лермонтова с лирой и лавровым венком включены в композицию экслибриса для книг московского журналиста Якова Бейлинсона.
Участник более 200 отечественных и зарубежных художественных выставок: «Экслибрис работы московских художников» — 1957; ежегодных «Советский книжный знак» в Доме ученых им. М. Горького, Ленинград, 1959-1964; ко Дню коллекционера, Москва — 1964, 1965; «Экслибрис советских писателей», Дом литераторов, Москва — 1963; книжных знаков в Симферополе — 1963, Воронеже — 1964, Краснодаре — 1964, 1967, Кемерове — 1966, 1967; Международной выставке книги, Лейпциг — 1965; Всемирной выставке, Монреаль; «Советский экслибрис 1917-1967», Будапешт — 1967 и других выставках графики. В 2011 году в Москве в музее экслибриса и миниатюрной книги прошла персональная выставка художника: «Н. И. Калита. Ксилография, живопись, рисунок».
Член Государственной экспертной комиссии Министерства культуры СССР, Закупочной комиссии СХ РСФСР, Оргкомитета Всесоюзной художественной лотереи, Экспертного салона по продаже произведений искусства за границу.
Скончался в Москве 14 июня 2016 года после продолжительной болезни.

## Наследие

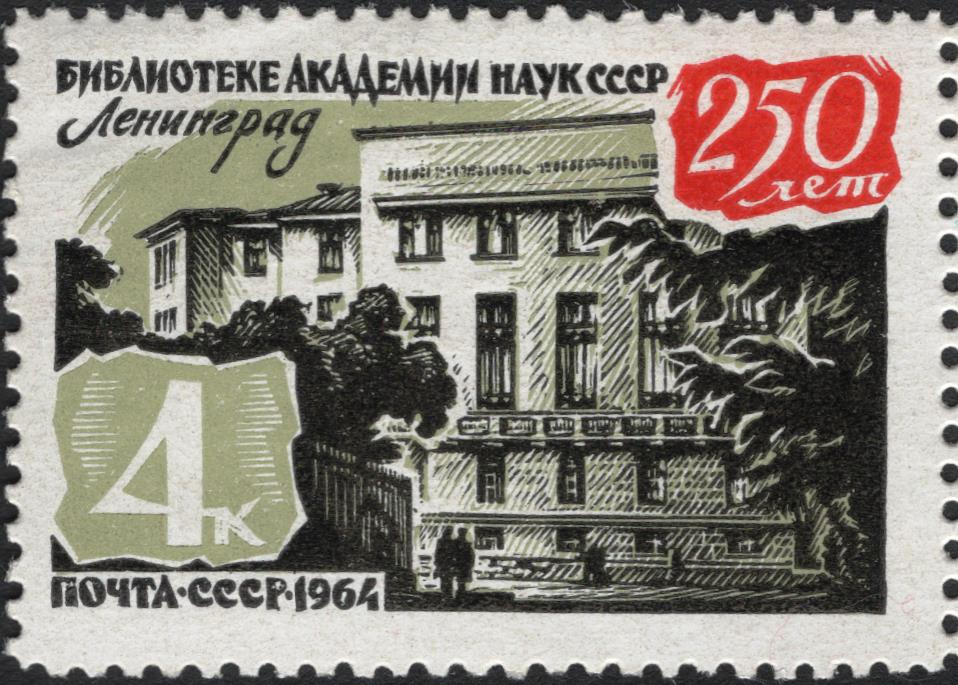
Почтовая марка СССР 1964 года. Библиотека Академии наук. Гравюра на дереве Н. Калиты

Работы художника представлены как в частных коллекциях, так и в собраниях музея изобразительных искусств им. А. С. Пушкина, Государственной Третьяковской галереи, Пушкинского Дома, Государственного художественного музея Белоруссии, Литературном музее Степана Щипачёва, картинных галерей городов России (только в одном собрании муниципальной картинной галереи города Красноармейска находится свыше 80 произведений художника — офорты, ксилографии, линогравюры, рисунки графитным карандашом).

## Внешние ссылки
- Цветная ксилография и линогравюра. Центрнаучфильм (ЦНФ), 1982. Ч. 1. Художник-график Н. И. Калита в своей мастерской. Архивная копия от 9 февраля 2022 на Wayback Machine